# Пакость (гмина)
Пакость (пол. Pakość) — гмина (волость) в Польше, входит как административная единица в Иновроцлавский повет, Куявско-Поморское воеводство. Население — 9968 человек (на 2004 год).

## Сельские округа
1. Дзярново
2. Гожаны
3. Гебня
4. Венгерце
5. Янково
6. Косцелец
7. Людково
8. Мельно
9. Войдаль
10. Людвинец
11. Лонцко
12. Радлово
13. Рыбитвы
14. Рыцежево
15. Рыцежевко
16. Велёвесь

## Соседние гмины
1. Гмина Барцин
2. Гмина Домброва
3. Гмина Иновроцлав
4. Гмина Яниково
5. Гмина Злотники-Куявске